# Schindleria
Schindleria es un género  de plantas fanerógamas perteneciente a la familia las fitolacáceas. Comprende 15  especies descritas y de estas, solo 3 aceptadas.

## Taxonomía
El género fue descrito por Hans Paul Heinrich Walter y publicado en Botanische Jahrbücher für Systematik, Pflanzengeschichte und Pflanzengeographie 37(Beibl. 85): 24. 1906. La especie tipo no ha sido designada. 

## Especies aceptadas
A continuación se brinda un listado de las especies del género Schindleria aceptadas hasta mayo de 2015, ordenadas alfabéticamente. Para cada una se indica el nombre binomial seguido del autor, abreviado según las convenciones y usos.	
- Schindleria densiflora (Kuntze) Monach.
- Schindleria racemosa (Britton ex Rusby) H. Walter
- Schindleria rosea-aenia (Lem.) H. Walter